# Peder Andersson Wester
Peder Andersson Wester, av samtiden vanligen kallad Petter Wester, födelseår okänt, död 1698, var brukspatron på Haddebo Bruk i Svennevads socken i Närke. Han var även förvaltare av Bofors och Björkborns hamrar i Karlskoga och hade sin fasta bostad på Björkborn.

## Biografi
Inga säkra uppgifter föreligger om Petter Westers härkomst men han anges i en på KB befintlig tryckt bröllopsvers som borgare och handelsman i Örebro. Vigseln ägde rum i Kristinehamn den 8 september 1669 och han gifte sig då med Christina Warnmark, dotter till råd- och handelsmannen Olof Nilsson Warnmark. Genom äktenskapet kom Wester in i brukskretsarna i Kristinehamn och det är möjligt att detta gjorde att han 1670 eller 1671 blev bokhållare och sedermera arrendator av de båda bruken Bofors och Björkborn. Dessa hade under 1660-talet förvärvats av Crispin Flygge, vilken var besläktad med Westers hustru.
År 1684 köpte Wester Haddebo bruk. Bruket hade privilegierats redan den 9 mars 1658 och Wester kom att bli den tredje ägaren. Det är dock troligt att han redan före köpet haft någon befattning med Haddebo.
Peder Andersson Wester dog någon gång kring mitten av 1698 och "jordsattes" i Karlskoga kyrka den 4 september enligt en i KB befintlig tryck begravningsskrift. Han fick sin gravplats i Örebro kyrka. Efter mannens död stannade änkan ytterligare fem år på Björkborn innan hon flyttade till Haddebo för att förestå bruket där. Christina Warnmark avled 1716 men släkten Wester kom att fortsätta som ägare av Haddebo bruk under lång tid. Petter Wester hade flera barn som uppnådde vuxen ålder.